# Stoczki (Poniatowa-Kolonia)
Stoczki – część kolonii Poniatowa-Kolonia w Polsce położona w województwie lubelskim, w powiecie opolskim, w gminie Poniatowa. Dawniej samodzielna miejscowość i gromada w gminie Godów.
W latach 1975–1998 miejscowość administracyjnie należała do ówczesnego województwa lubelskiego.